# Esztó Péter
Esztó Péter (Seubourn, 1885. március 8. – Budapest, 1965. április 21.) Kossuth-díjas bányamérnök (1952), a műszaki tudományok doktora (1952), egyetemi tanár.

## Élete
1908-ban szerezte meg oklevelét Selmecbányán a bányászati főiskolán. 1908-tól kezdve mérnökként működött zsilvölgyi üzemekben, majd 1921-től a Bánvölgyi Szénbányában dolgozott ekként. 4 év múlva a soproni Bányamérnöki Főiskola adjunktusa lett, majd 1932-ben rendkívüli tanárrá nevezték ki, 2 év múlva pedig – miután a bányamérnöki kart egyesítették a BME-vel – intézeti, később az egyetemen nyilvános tanár. 1941-ben lett a bányaműveléstan nyilvános rendes tanára, közetnyomási elméletéért 1952-ben Kossuth-díjjal tüntették ki. 1959-ben vonult nyugdíjba.

## Művei
- A behajlás és nyúlás okozta hosszváltozás bázismérésre szolgáló drótoknál és szalagoknál (Tárczy-Hornoch Antallal közösen, Geodéziai Közl: 1934);
- Über die Neigungskorrektion der Jäderin-Drähte (Tárczy-Hornoch Antallal közösen. Zeitschrift für Vermessungswesen, 193 5);
- A kőzetmozgás mechanikai elemei (Bány. és Koh. L. 1939);
- Bányaműveléstani Enciklopedia (Faller Jenővel közösen, Sopron, 1950);
- Szénbányászatunk karsztvízveszélyének leküzdéséről (Szádeczky-Kardoss Elemérrel; Tárczy-Hornoch Antallal és Vendel Miklóssal közösen, Bány. és Koh. L. 1951. 12. sz.);
- Principles of Rock movement (Acta Techn. Hung. IV. 1952);
- Bányaműveléstan (Sopron, 1952);
- Bányaszellőztetés (Bp., 1953).